# Hans Happ
Hans Happ, eigentlich Hans Herbert Happ (* 5. November 1899 in Kempten im Allgäu; † 28. Januar 1992 in Dreieich), war ein deutscher Kunstmaler und Entwickler von mechanischen Spielfiguren.

## Leben
Hans Happ wurde am 5. November 1899 in Kempten im Allgäu geboren. Er war der zweite von insgesamt drei Söhnen des Beamten im Staatsministerium für Verkehrsangelegenheiten Ferdinand Happ (1869–1952) und seiner Frau Clara Katharina Krug (1882–1955). Seine Brüder waren der ältere Alfred (1898–1959) und der jüngere Friedrich Happ (1903–1966).
In den ersten Jahren zog die Familie oft um, bevor sie sich 1909 in München niederließ. Hier besuchte Happ zuletzt das Realgymnasium in Schwabing, bevor er 1917 zum Militär eingezogen wurde und am Ersten Weltkrieg an der Westfront teilnahm. Im August 1918 geriet er im Großraum von Amiens in französische Kriegsgefangenschaft, aus der er erst Anfang 1920 zurückkehrte.
Im selben Jahr begann er seine akademische Ausbildung zum Kunstmaler an der Akademie der Bildenden Künste in München. Er belegte zuerst die Zeichenklasse bei Carl Johann Becker-Gundahl und wechselte dann in die Malklasse von Ludwig Herterich. Er besuchte außerdem die Klasse für Maltechnik bei Max Doerner und beschäftigte sich bereits mit dem Entwurf und der Konstruktion von mechanischem Spielzeug.
In den 1930er Jahren etablierte er sich als freischaffender Künstler mit eigenem Atelier in Frankfurt. Er schloss Freundschaft mit Hanny Franke und Georg Poppe und beteiligte sich mit zunehmendem Erfolg an Kunstausstellungen. So bekam er 1934 den Kulturpreis der Stadt Frankfurt verliehen, und 1937 wurde ihm auf der Weltausstellung in Paris eine silberne Medaille für sein Ölgemälde Lesende zuerkannt, das 1938 auf der Großen Deutschen Kunstausstellung in München gezeigt wurde. In den darauf folgenden Jahren war Happ immer mit Ölgemälden – insgesamt waren es 17 Werke – auf der Großen Deutschen Kunstausstellung vertreten. Adolf Hitler kaufte 1941 sein Werk Thetis und 1944 die Studie zur Odyssee für die Reichskanzlei. Joseph Goebbels erwarb 1940 Frucht der Erde, und Robert Ley kaufte 1942 das Gemälde Quell des Lebens. Auch auf der vom Reichsführer SS Heinrich Himmler Anfang 1944 organisierten Ausstellung Deutsche Künstler und die SS wurde ein Werk – Verwundeter Krieger und die Siegesgöttin – von Happ gezeigt. Zuvor war er 1943 mit 10 Werken auf der von Baldur von Schirach im Wiener Künstlerhaus initiierten Ausstellung Junge Kunst im Deutschen Reich vertreten. Das dort gezeigte Bild Diana (mit Abb. im Katalog) befand sich im Besitz von Joachim von Ribbentrop.
Hans Happ stand auf der im August 1944 erstellten Gottbegnadeten-Liste des Reichsministeriums für Volksaufklärung und Propaganda und war damit vom Kriegsdienst freigestellt. Trotzdem wurde er in den letzten Kriegswochen noch zum Volkssturm eingezogen.
In den 1940er Jahren übernahm er außerdem Lehraufträge für Zeichen- und Malunterricht an der Städelschule und lernte die Webmeisterin Annemarie Gildemeister kennen. 1941 wurde ihm zum zweiten Mal der Kulturpreis der Stadt Frankfurt zuerkannt. Nach der Ausbombung 1944 und der vollständigen Zerstörung seines Ateliers zog er nach Schlitz im Vogelsbergkreis, wo er 1948 Annemarie Gildemeister heiratete und mit ihr zusammen eine Handweberei aufbaute und Lehrlinge und Gesellen ausbildete.
1956 erfolgte der Umzug nach Dreieich-Buchschlag, wo 1957 der gemeinsame Sohn Christof geboren wurde und Happ die nächsten Jahrzehnte als freischaffender Künstler arbeitete. Er malte Porträts und Landschaftsbilder und illustrierte viele Bücher, hauptsächlich aus dem Bereich der Volkssagen und Märchen. Die Fertigung von mechanischen Spielobjekten kam verstärkt hinzu und trat in der öffentlichen Wahrnehmung immer mehr in den Vordergrund. Hans Happ starb mit 92 Jahren am 28. Januar 1992.

## Werk
als Maler
Hans Happ schuf Zeichnungen, Pastelle und Ölgemälde im Stil der Alten Meister. Dargestellt wurden von ihm Menschen, Landschaften und oft mythologische und allegorische Figuren und Inhalte. Beispielhaft für Letzteres ist sein Gemälde Thetis aus dem Jahr 1941, das auf der Großen Deutschen Kunstausstellung gezeigt und von Adolf Hitler gekauft wurde. Es wurde außerdem als farbige Postkarte in der Reihe Haus der Deutschen Kunst (HDK 162) im Heinrich Hoffmann Verlag herausgegeben. Das Gemälde befindet sich heute in der Sammlung des Deutschen Historischen Museums.
Wie sehr Happs Werke dem offiziellen Kunstgeschmack der Nationalsozialisten entsprachen – obwohl er keine Schlachten- oder Propagandabilder gemalt hat – spiegelt sich in der Beschreibung seines Gemäldes Frucht der Erde durch Georg Schorer in seiner Deutschen Kunstbetrachtung wider:

„Eines der schönsten Werke der neuen Malerei ist die Frucht der Erde von Hans Happ. Es ist meisterhaft in seiner Komposition, groß und reif in seinem Gehalt und voller musikalischer Schönheit in seinem Ton– und Farbwert.“

Happs Durchbruch war eng verbunden mit dem Aufstieg des NS-Staates, und er war sicher einer der führenden Künstler dieser Zeit. Nach 1945 wurde es um den Maler Hans Happ zunehmend ruhiger, und er konnte an die Ausstellungserfolge der vorangegangenen Jahrzehnte nicht mehr anknüpfen.
als Spielzeugkonstrukteur
Schon in den 1930er Jahren beschäftigte sich Happ mit dem Entwurf und der Konstruktion von mechanischem Spielzeug, wobei Holz sein bevorzugter Werkstoff war, zu dem er in den nächsten Jahrzehnten immer wieder zurückkehrte. Die meisten seiner Spielobjekte sind Einzelanfertigungen geblieben, die aufgrund ihrer technischen Raffinesse für die Vermarktung nicht geeignet waren. 
Eine Ausnahme bildete das Happ–Pferdchen, das in den 1950er Jahren als Plastikausführung in vier verschiedenen Modellen (als Einzelpferd im Bausatz und Fertigmodell, sowie jeweils mit Karren) von der Firma O. & M. Hausser in Neustadt bei Coburg in Serie gefertigt und im Katalog von 1959 als „Messeschlager“ beworben wurde. Es konnte im richtigen Viertaktgang eines Pferdes laufen, den Kopf senken und seitlich bewegen. Die hinter dem Bewegungsapparat stehende komplizierte Mechanik mit ihrer Anfälligkeit war der Grund dafür, dass sich die Firma Hausser entschloss, die Produktion des Pferdes 1965 wieder einzustellen.
Zwei von ihm entworfene Spielzeugvögel meldete Happ im Jahre 1973 und 1981 zum Patent an. Falk Keuten schrieb 2004 im Ausstellungskatalog über diese Vögel und ihren Konstrukteur:

„Nie sah ich ein mechanisches Holzspielzeug mit einer ähnlich gelungenen natürlichen Bewegungsabfolge [...]. Hans Happ kann [...] als der wohl genialste Schöpfer von mechanischem Spielzeug des letzten Jahrhunderts in Deutschland bezeichnet werden.“

Der Spielzeugerfinder Hans Happ wurde 2004 vom Hessischen Puppen- und Spielzeugmuseum in Hanau mit einer eigenen Ausstellung – Schlange, Panther, Vogel, Pferd. Mechanische Spielobjekte von Hans Happ (1899–1992) – gewürdigt. 2022 sichteten die Kuratoren des Museums den Nachlass des Künstlers, der teilweise restauriert wurde. In einem neu gestalteten Sammlerkabinett wurden die Werke in einer weiteren Ausstellung – Hans Happ. Laufende Pferde und andere „Spielereien“ – erneut der Öffentlichkeit präsentiert. Der bereits 2004 herausgegebene Katalog wurde dazu überarbeitet und mit weiteren Abbildungen und einer Textbeilage ergänzt. Beigefügt wurde auch ein Bastelbogen aus Papier, der Fisch Flora Flossenfroh aus dem Nachlass des Künstlers.

## Werke (Auswahl)
Gemälde
- Belebte sommerliche Szene an einem Kanal in Venedig, Öl auf Leinwand, 60,5 × 80,5 cm, o. J. (Link zum Werk)
- Bildnis eines dunklen Waldes, Öl auf Leinwand, 65 × 90 cm, o. J. (Link zum Werk)
- Leda mit dem Schwan, Öl auf Leinwand, 60,5 × 33 cm, o. J. (Link zum Werk)
- Diana im Bade, Öl auf Leinwand, 84,5 × 73 cm, 1928 (Link zum Werk)
- Flora, Öl auf Leinwand, 1937 (Link zum Werk)
- Ausziehender Krieger, Öl auf Leinwand, 160 × 150 cm, 1940 – damals im Besitz der Gauleitung Gau Hessen-Nassau (Link zum Werk)
- Raub der Proserpina, Öl auf Leinwand, 200 × 170 cm, 1943 (Link zum Werk)

als Illustrator
- Karl Paetow: Die Wittekindsage (mit 17 Federzeichnungen von Hans Happ). Sponholtz Verlag, Hannover 1960
- Karl Paetow: Die schönsten Wesersagen (Schutzumschlag und 30 Handzeichnungen von Hans Happ). Sponholtz Verlag, Hannover 1961 (Link zu den Zeichnungen)
- Karl Paetow: Frau Holle – Volkssagen und Märchen (Schutzumschlag und 18 Handzeichnungen von Hans Happ). Sponholtz Verlag, Hannover 1962
- Karl Paetow: Das große Buch vom Rübezahl (mit 18 Handzeichnungen von Hans Happ). Sponholtz Verlag, Hannover 1965
- Karl Paetow: Rübezahl – Sagen und Legenden (mit 10 Handzeichnungen von Hans Happ). Husum Druck- und Verlagsgesellschaft, Husum 1986

Mechanisches Spielzeug
- Drache, 60 cm, 1934[25]
- Panther, 21 cm und Packesel, 14,5 cm (Salz- und Zuckermühle), um 1946[26]
- Gans mit Knäuelbecher aus Kokosnuss und Metallfedern, 30 cm, 1947[27]
- Plastikpferde mit Bewegungsmechanismus, 24 cm lang, 20 cm hoch, um 1950 – produziert von der Firma O. & M. Hausser bis 1965[28]
- Steh-auf-Vogel, 23 cm, um 1960[29]
- Holzvogel in Bewegung, 23 cm, um 1980[30]
- Löwenpaar aus Holz, 36 cm, 1980[31]

## Ausstellungsbeteiligungen zwischen 1933 und 1945
In den Jahren von 1933 bis 1945 war Hans Happ mit einzelnen Werken auf fast allen wichtigen Ausstellungen vertreten, darunter die folgenden:
- Die Auslese I. NS-Kulturgemeinde, Berlin 1934.
- Deutsche Städtebilder. NS-Kulturgemeinde, Berlin 1936.
- Heroische Kunst. NS-Kulturgemeinde, München (Städtische Galerie im Lenbachhaus) 1936.
- Große Deutsche Kunstausstellung. Haus der Deutschen Kunst, München 1937.
- Kunstausstellung. Betriebsausstellung der Deutschen Arbeitsfront, Gau Hessen–Nassau. NS-Gemeinschaft Kraft durch Freude, Frankfurt a. Main 1938.
- Große Deutsche Kunstausstellung. Haus der Deutschen Kunst, München 1938.
- Kunstausstellung in Frankfurt am Main, der Stadt des Deutschen Handwerks. Hilfswerk für Deutsche bildende Kunst in der NS-Volkswohlfahrt, Frankfurt (Städelsches Kunstinstitut) 1938.
- Große Deutsche Kunstausstellung. Haus der Deutschen Kunst, München 1939.
- Große Berliner Kunstausstellung. Haus der Kunst, Berlin 1940.
- Große Deutsche Kunstausstellung. Haus der Deutschen Kunst, München 1940.
- Große Deutsche Kunstausstellung. Haus der Deutschen Kunst, München 1941.
- Frühjahrs-Ausstellung. Preußische Akademie der Künste, Berlin 1942.
- Große Deutsche Kunstausstellung. Haus der Deutschen Kunst, München 1942.
- Große Frühjahrsausstellung. Kunstverein Hannover, Hannover 1942.
- Junge Kunst im Deutschen Reich. Wiener Künstlerhaus, Wien 1943.
- Große Deutsche Kunstausstellung. Haus der Deutschen Kunst, München 1943.
- Deutsche Künstler und die SS. Kunstausstellung des Reichsführers SS, Breslau und Salzburg 1944.
- Große Deutsche Kunstausstellung. Haus der Deutschen Kunst, München 1944.

## Ausstellungen nach 1945 (Auswahl)
- Spiel mit der Bewegung. Figürliches Kunstspielzeug von Hans Happ und Paul Spooner mit Modellen zum Nachbauen von Falk Keuten. Zentralbibliothek Bonn, Bonn 1988.
- Schlange, Panther, Vogel, Pferd. Mechanische Spielobjekte von Hans Happ (1899–1992). Hessisches Puppen- und Spielzeugmuseum, Hanau 2004.
- Hans Happ. Laufende Pferde und andere „Spielereien.“ Hessisches Puppen- und Spielzeugmuseum, Hanau 2022.[33]